# Meiosimyza homeotica
Meiosimyza homeotica är en tvåvingeart som beskrevs av Shatalkin 2000. Meiosimyza homeotica ingår i släktet Meiosimyza och familjen lövflugor. Inga underarter finns listade i Catalogue of Life.